# Горњи Трпуци
Горњи Трпуци (хрв. Gornji Trpuci) су насељено место у саставу града Загреба, Хрватска.

## Историја
До територијалне реорганизације у Хрватској били су у саставу ужег подручја града Загреба.

## Становништво
На попису становништва из 2021. године, Горњи Трпуци су имали 96 становника.
| Број становника према пописима | Број становника према пописима | Број становника према пописима | Број становника према пописима | Број становника према пописима | Број становника према пописима | Број становника према пописима | Број становника према пописима | Број становника према пописима | Број становника према пописима | Број становника према пописима | Број становника према пописима | Број становника према пописима | Број становника према пописима | Број становника према пописима | Број становника према пописима | Број становника према пописима |
| ------------------------------ | ------------------------------ | ------------------------------ | ------------------------------ | ------------------------------ | ------------------------------ | ------------------------------ | ------------------------------ | ------------------------------ | ------------------------------ | ------------------------------ | ------------------------------ | ------------------------------ | ------------------------------ | ------------------------------ | ------------------------------ | ------------------------------ |
| 1857                           | 1869                           | 1880                           | 1890                           | 1900                           | 1910                           | 1921                           | 1931                           | 1948                           | 1953                           | 1961                           | 1971                           | 1981                           | 1991                           | 2001                           | 2011                           | 2021                           |
| 98                             | 154                            | 131                            | 164                            | 172                            | 203                            | 208                            | 247                            | 219                            | 226                            | 206                            | 179                            | 162                            | 139                            | 102                            | 87                             | 96                             |

Напомена: До 1900. исказивано под именом Мачки.